# Поверхность Долгачёва
Поверхности Долгачёва — определённые односвязные эллиптические поверхности, введённые Долгачёвым.
Их можно использовать для получения примеров бесконечного семейства гомеоморфных односвязных компактных 4-многообразий, никакие два из которых не диффеоморфны.

## Свойства
- Раздутие X0 проективной плоскости в 9 точках можно реализовать как эллиптическое расслоение, в котором все слои неприводимы. Поверхность Долгачёва Xq получается путём применения логарифмических преобразований[англ.] порядков 2 и q к двум гладким слоям для некоторого q ≥ 3.

- Поверхности Долгачёва односвязны и билинейная форма на второй группе когомологий имеет нечётную сигнатуру (1, 9) (так что это унимодулярная решётка I1,9). Геометрический род pg поверхности равен 0, а размерность Кодаиры[англ.] равна 1.

- Саймон Дональдсон[2] нашёл первые примеры гомеоморфных, но не диффеоморфных 4-многообразий X0 и X3. Более общо, поверхности Xq и Xr всегда гомеоморфны, но не диффеоморфны, если толькоq не равно r.

- Сельман Акбулут[3] показал, что поверхность Долгачёва X3 имеет разложение на ручки без 1- и 3-ручек.